# تلویزیون پولی

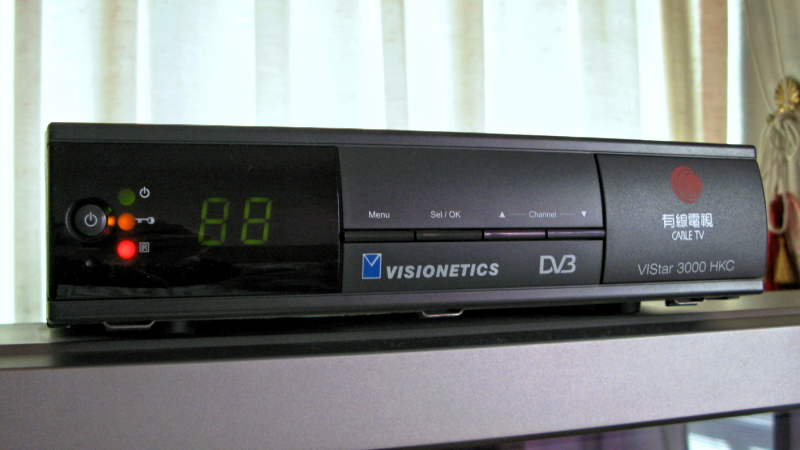
رسیور DVB-C تلویزیون کابلی استاندارد

تلویزیون پولی یا شبکه پولی به سرویس‌های تلویزیونی حق اشتراکی گفته می‌شود که بیشتر بر روی سیستم‌های آنالوگ و دیجیتال تلویزیون کابلی و تلویزیون ماهواره‌ای دریافت می‌شود. اما امروزه حتی می‌توان آنها را بر روی تلویزیون دیجیتال زمینی و تلویزیون اینترنتی نیز دریافت نمود.و اشتراک یا با پرداخت مستقیم و خرید اکانت از سوی خود کانال یا با خرید کارت های مخصوص بازگشایی می شوند. این تلویزیون‌ها با پیشرفته شدن دستگاه‌های دریافت تلویزیون، گسترده‌تر شدند و در برخی نقاط جهان همچون فرانسه و کشور های آمریکای لاتین می‌توان به سیستم‌های آنالوگ رمزگذاری شده از طریق پرداخت حق اشتراک دست پیدا کرد. 
از معروف ترین شبکه های پولی میتوان به شبکه های ا چ بی او ، بی ان اسپورت و نشنال جوئگرافیک اشاره کرد.